# Ascobolus carletonii
Ascobolus carletonii är en svampart som beskrevs av Boud. 1913. Ascobolus carletonii ingår i släktet Ascobolus och familjen Ascobolaceae.  Arten är reproducerande i Sverige. Inga underarter finns listade i Catalogue of Life.